# Direito de Taiwan
O Direito de Taiwan é baseado na lei civil com suas origens nos modernos sistemas jurídicos japonês e alemão. O corpo principal das leis está codificado nos Seis Códigos:
| No. | Nome                     | chinês                       | romanização hokkien taiwanesa | Torne-se uma romanização |
| --- | ------------------------ | ---------------------------- | ----------------------------- | ------------------------ |
| 1   | Constituição             | constituição                 | coreano                       | Hién-fap                 |
| 2   | Código Civil             | lei civil                    | Bin-hoat                      | Mine-fap                 |
| 3   | Código de Processo Civil | Código de Processo Civil     | Bîn-sū Sò͘-siōng-hoat          | Mìn-sṳ Su-clown-fap      |
| 4   | Código Criminal          | lei criminal                 | Heng-hoat                     | Fap de imagem            |
| 5   | Código de Processo Penal | Direito Processual Penal     | Heng-sū Sò͘-siōng-hoat         | Hìn-sṳ Su-siung-fap      |
| 6   | Leis administrativas     | Regulamentos administrativos | Hoat-kui Hê                   | Fap-kûi. mercadorias     |

As leis são promulgadas pelo Presidente depois de aprovadas pelo Poder Legislativo ; as regras de execução das leis emitidas pela autoridade competente sob o Poder Executivo designado pela legislação.

## Histórico

### Taiwan sob domínio japonês
Depois que Taiwan cedeu ao Japão em 1895, o Código Civil do Japão foi criado em 1896. Foi fortemente influenciado pelo primeiro rascunho do Código Civil Alemão e do Código Civil Francês. O código está dividido em cinco livros. Aqueles sobre família e sucessão conservam certos vestígios do antigo sistema familiar patriarcal que foi a base do feudalismo japonês. Foi nessas seções que a maioria das revisões do pós-guerra foram feitas. Naquela época, não era mais necessário ou desejável prestar tal homenagem ao passado, e as seções que tratam do direito de família e sucessões foram aproximadas do direito civil europeu. Esta lei foi aplicada a Taiwan. Durante o domínio japonês, o tribunal no sentido moderno, o que significa que o poder judicial é independente do poder administrativo, foi criado pela primeira vez na história de Taiwan.

### Codificação da Lei de Taiwan
Depois que o Kuomintang consolidou seu domínio sobre a China na Expedição do Norte, o governo nacionalista conseguiu codificar todas as principais leis civis, criminais e comerciais da China: o Código Penal (1928), o Código de Processo Penal (1928), o Código Civil (1929), o Código de Processo Civil (1929), a Lei de Seguros (1929), a Lei das Sociedades (1929), a Lei Marítima (1929), a Lei dos Títulos de Negociação (1929), a Lei de Falências (1935) e a Lei de Marcas (1936). As leis promulgadas pelo Kuomintag foram amplamente baseadas em rascunhos formados durante o final da dinastia Qing. No final da dinastia Qing, o governo recrutou alguns especialistas em direito japonês para redigir a lei para a China. O juiz do Supremo Tribunal de Tóquio Yoshimasa Matsuoka (松岡義正)(1870-1939) elaborou os 3 primeiros capítulos (Disposição Geral, Lei de Obrigação Lei de Bens Imóveis) do Código Civil, bem como o Código de Processo Civil, para o Império Qing. O professor Koutarou Shida (志田 鉀太郎)(1868-1951) redigiu a Lei Comercial. No entanto, antes que esses projetos de lei fossem promulgados, o Império Qing foi derrubado, com a China caindo no senhor da guerra para a década de garantia. Na área do direito constitucional, o Taiwan usa os Artigos Adicionais de 2005 que alteram a Constituição original de 1947. Mudanças significativas foram feitas para levar em conta o fato de que o governo da República da China (Taiwan) controla apenas Taiwan e ilhas vizinhas desde a década de 1950.

### A Transição dos Sistemas Jurídicos, 1945–1949
O sistema legal Taiwan entrou em vigor em Taiwan em 25 de outubro de 1945, depois que a maioria das leis japonesas foram revogadas em 25 de outubro de 1946.

### Estado de Lei Marcial, 1949-1987
O governo central de Taiwan, chefiado pelo Kuomintag, mudou-se para Taiwan em dezembro de 1949, seguido por um grande número de imigrantes chineses que eventualmente representavam cerca de 13% de toda a população de Taiwan. O “Estatuto da Agricultura, Mineração, Indústria e Comércio Durante o Período Extraordinário” (1938) e as “Disposições Temporárias Efetivas Durante o Período de Mobilização Nacional Geral para a Supressão da Rebelião Comunista” (1948) deram às autoridades o poder de controlar os recursos, bem como estabelecer o controle político sobre a liberdade de notícias, expressão, imprensa, comunicação, reunião e associação durante a guerra.

### Democratização do Direito, a partir de 1987
O Kuomintag finalmente encerrou a Lei Marcial em 1987 e o Período de Mobilização Nacional terminou oficialmente em 1º de maio de 1991. Com várias restrições da constituição levantadas, as reformas legais prosseguiram rapidamente, juntamente com a incorporação contínua de conceitos jurídicos ocidentais sendo integrados ao Direito de Taiwan.

## Governo

### Presidente
Os artigos 35-52 da Constituição da República da China (Taiwan)  e o artigo 2º dos Artigos Adicionais da Constituição da República da China (Taiwan)  estabelecem que o Presidente será eleito diretamente por toda a população da área livre de a República da China (Taiwan), e pode exercer o cargo por não mais de dois mandatos consecutivos de quatro anos (Artigo 2 dos Artigos Adicionais). O Presidente representa o país nas suas relações externas (artigo 35). O Presidente também tem o comando das Forças Armadas (artigo 36);  promulga leis e mandatos (Artigo 37); pode fazer uma declaração de lei marcial com a aprovação ou confirmação do Poder Legislativo (Artigo 39);  pode nomear e destituir funcionários públicos e militares (artigo 41);  pode conferir honras e condecorações (artigo 42);  pode conceder anistias e indultos, remissão de penas e restituição de direitos civis (artigo 40);  bem como concluir tratados e declarações de guerra e cessar-fogo (artigo 38). De acordo com os Artigos Adicionais da Constituição da República da China (Taiwan), o Presidente pode emitir ordens de emergência e tomar todas as medidas necessárias para evitar um perigo iminente que afete a segurança do Estado ou do povo ou para lidar com qualquer grave crise financeira ou econômica. O Presidente pode declarar a dissolução do Poder Legislativo após consultar o seu presidente.

### O Poder Executivo
Os artigos 53 a 61 da Constituição da República da China (Taiwan)  e o artigo 3º dos Artigos Adicionais da Constituição da República da China (Taiwan)  afirmam que o Poder Executivo será o órgão administrativo mais alto do estado (Artigo 53), e têm um presidente (geralmente referido como o primeiro-ministro), um vice-presidente (vice-primeiro-ministro), vários ministros e presidentes de comissões ou conselhos e vários ministros sem pasta (artigo 54.º).  O primeiro-ministro é nomeado pelo Presidente da República com o consentimento do Poder Legislativo (Artigo 55). O vice-primeiro-ministro, ministros e presidentes são nomeados pelo Presidente por recomendação do primeiro-ministro (Artigo 56).

### O Poder Legislativo
Os artigos 62 a 76 da Constituição da República da China (Taiwan)  e o artigo 4º dos Artigos Adicionais da Constituição da República da China (Taiwan)  afirmam que o Poder Legislativo será o órgão legislativo mais alto deste país e exerce poder legislativo em nome do povo (artigo 62). Começando com o Sétimo Poder Legislativo, o Poder Legislativo terá 113 membros (Artigo Adicional 4).  Os membros do Poder Legislativo terão mandato de quatro anos, renovável após reeleição (Artigo Adicional 4). De acordo com o Artigo 4 dos Artigos Adicionais da Constituição da República da China (Taiwan), a distribuição dos assentos Legislativos é a seguinte: (1) Setenta e três membros serão eleitos dos Municípios Especiais, condados e cidades da área livre. Pelo menos um membro deve ser eleito de cada condado ou cidade. Os membros para as cadeiras serão eleitos na proporção da população de cada Município, comarca ou cidade Especial, que se dividirá em círculos eleitorais em número igual ao dos membros a serem eleitos; (2) Três membros cada devem ser eleitos entre os aborígenes das terras baixas e das terras altas na área livre; (3) Serão eleitos no total 34 membros do círculo eleitoral nacional e entre os cidadãos residentes no estrangeiro.
O Poder Legislativo tem um presidente e um vice-presidente, eleitos por e entre seus membros (artigo 66). As funções do Poder Legislativo são: decidir por resolução projetos de lei ou projetos orçamentários ou de lei relativos à lei marcial, anistia, declaração de guerra, conclusão de paz ou tratados e outros assuntos importantes do estado (artigo 63);  propor emendar a Constituição (Artigo 12 dos Artigos Adicionais), alterar os limites territoriais da nação (Artigo 2 dos Artigos Adicionais), ou destituir o Presidente ou Vice-Presidente (Artigo 2 do Artigos Adicionais).

### O Poder Judicial
Os Artigos 77-82 da Constituição  e o Artigo 5 dos Artigos Adicionais da Constituição  afirmam que o Poder Judicial será o órgão judicial mais alto do estado (Artigo 77).  O Poder Judicial é responsável pelos tribunais em todos os níveis, o Tribunal Administrativo e a Comissão de Disciplina dos Funcionários Públicos. É responsável pelo julgamento dos processos civis, criminais e administrativos, bem como pela disciplina dos servidores públicos (artigo 77).
O Poder Judicial terá 15 grandes juízes (Artigo Adicional 5). Os 15 grandes juízes, incluindo um presidente e um vice-presidente do Poder Judicial a serem escolhidos dentre eles, serão nomeados e, com o consentimento do Poder Legislativo, nomeados pelo Presidente da República. Cada grande juiz do Poder Judicial cumprirá um mandato de oito anos e não cumprirá um mandato consecutivo (Artigo Adicional 5). Os grandes juízes interpretam a Constituição e unificam a interpretação das leis e ordens (artigo 78). Eles também formam um tribunal constitucional para julgar questões relacionadas ao impeachment do presidente ou do vice-presidente e a dissolução de partidos políticos que violem as disposições constitucionais (artigo adicional 5).

### Concursos Públicos
Os artigos 83 a 89 da Constituição da República da China (Taiwan) (Taiwan) e o artigo 6º dos Artigos Adicionais da Constituição da República da China (Taiwan)  estabelecem que o Departamento de Exames (concursos públicos) se encarregará de assuntos relativos ao exame, emprego, e gestão de todos os funcionários públicos do Estado (Artigo 83). O Departamento de Exames supervisiona todas as questões relacionadas ao exame, como triagem de qualificação, estabilidade, auxílio pecuniário em caso de morte e aposentadoria de funcionários públicos, bem como todas as questões legais relacionadas ao emprego, exoneração, avaliações de desempenho, escala de salários, promoções, transferências, comendas e recompensas para servidores públicos (artigo adicional 6). *alguns artigos foram alterados ou deixam de se aplicar.

#### O Poder de Controle
Os Artigos 90–106* da Constituição da República da China (Taiwan)  e o Artigo 7 dos Artigos Adicionais da Constituição da República  da China (Taiwan) declaram que o Poder de Controle exercerá os poderes de impeachment, censura e auditoria (Artigo Adicional 7). Tem 29 membros, incluindo um presidente e um vice-presidente, todos com mandato de seis anos e são nomeados e nomeados pelo Presidente de Taiwan com o consentimento do Poder Legislativo (Artigo Adicional 7). O Poder de Controle tem um Ministério da Auditoria, chefiado por um auditor-geral que é nomeado e nomeado, com o consentimento do Poder Legislativo, pelo Presidente da República para um mandato de seis anos (artigo 104.º). *alguns artigos foram alterados ou deixaram de se aplicar.

## Sistema de Justiça

### Sistema Judicial
A distinção é feita entre o tribunal comum e o tribunal administrativo. O tribunal comum é responsável pelos processos civis e criminais, enquanto o tribunal administrativo é responsável pelos processos administrativos (ou seja, questões internas do Estado e da Administração). Existem, portanto, dois tribunais supremos: o Supremo Tribunal normal e o Supremo Tribunal Administrativo.

#### Tribunais Distritais
Existem atualmente 21 Tribunais Distritais em Taiwan . 19 deles estão localizados na ilha principal de Formosa : o Tribunal Distrital de Taipei, New Taipei, Shihlin, Taoyuan, Hsinchu, Miaoli, Taichung, Nantou, Changhua, Yunlin, Chiayi, Tainan, Kaohsiung, Pingtung, Taitung, Hualien, Yilan, Keelung, Penghu; e 2 estão localizados em Fuchien : Kinmen e Lienchiang. Cada Tribunal Distrital pode estabelecer uma ou mais divisões sumárias para o julgamento de casos adequados para julgamentos sumários. O processo civil sumário é para a quantia ou o valor do objeto não superior a NT$ 300.000 e para outras disputas legais simples. Atualmente, há um total de quarenta e cinco dessas divisões em Taiwan.
Cada um dos Tribunais Distritais possui divisões cíveis, criminais e sumárias e pode estabelecer divisões especializadas para tratar de casos envolvendo menores, família, trânsito e questões trabalhistas, bem como em ações de anulação de decisões sobre violações do Estatuto da Manutenção da Ordem Social. Cada divisão tem um Juiz Chefe de Divisão que supervisiona e atribui os negócios da divisão. Cada Tribunal Distrital tem um Gabinete de Defensoria Pública e um Gabinete de Oficiais de Liberdade Condicional. Um juiz singular ouve e decide casos em processos ordinários e sumários, bem como em casos de pequenas causas. Um painel de três juízes decide casos de grande importância no processo ordinário, bem como recursos ou agravos de instrumento do processo sumário e de pequenas causas. Os processos criminais são decididos por um coletivo de três juízes, com excepção dos processos sumários que podem ser julgados por um único juiz. O Tribunal de Menores ouve e decide apenas casos envolvendo menores.

#### Tribunais Superiores
Existem dois Tribunais Superiores na República da China (Taiwan), o Supremo Tribunal de Taiwan (臺灣高等法院) e o Supremo Tribunal de Fuchien (福建高等法院). O Tribunal Superior de Taiwan tem quatro filiais em Taichung, Tainan, Kaohsiung e Hualien. O Supremo Tribunal de Fuchien não está estabelecido, exceto por sua filial em Kinmen, portanto, na verdade, a filial de Kinmen está diretamente subordinada ao Poder Judicial.
Os Tribunais Superiores e os ramos do Tribunal Superior exercem jurisdição sobre os seguintes casos:  1. Recursos das sentenças dos Tribunais Distritais ou suas filiais como tribunais de primeira instância em processos ordinários de processos civis e criminais; 2. Recurso interlocutório das decisões dos Tribunais Distritais ou suas sucursais em processo ordinário; 3. Processos criminais de primeira instância relativos a rebelião, traição e ofensas contra relações amistosas com Estados estrangeiros; 4. Os processos de recurso militar cujas sentenças sejam de prisão por tempo determinado proferidas pelos Tribunais Superiores Militares e seus ramos; e 5. Outros casos previstos em lei.
Cada Tribunal Superior ou ramo do Tribunal Superior tem jurisdição sobre os seguintes Tribunais Distritais:
- Tribunal Superior de Taiwan: Taipei, Shihlin, New Taipei, Yilan, Taoyuan, Hsinchu
- Tribunal Superior de Taiwan, filial de Taichung: Miaoli, Taichung, Nantou, Changhua
- Tribunal Superior de Taiwan, filial de Tainan: Yunlin, Chiayi, Tainan
- Tribunal Superior de Taiwan, ramo de Kaohsiung: Kaohsiung, Pingtung, Penghu, Tribunal Juvenil de Kaohsiung
- Tribunal Superior de Taiwan, filial de Hualien: Hualien, Taichung
- Tribunal Superior de Fuchien, filial de Kinmen: Kinmen, Lienchiang.[1]

Embora o Tribunal Superior de Taiwan tenha supervisão administrativa sobre seus quatro ramos, não tem jurisdição de apelação sobre eles. Em vez disso, o Tribunal Superior de Taiwan e seus quatro ramos têm jurisdição de apelação sobre conjuntos separados de Tribunais Distritais, conforme listado acima.  Os Tribunais Superiores e seus Tribunais Filiais são divididos em divisões cíveis, criminais e especializadas. Cada Divisão é composta por um Juiz Chefe de Divisão e dois Juízes Associados. Além disso, o Supremo Tribunal e seus Tribunais de Filiais têm um Escritório de Escritórios, que é chefiado por um Escrivão-Chefe que auxilia o Presidente nos assuntos administrativos.
Os casos perante os Tribunais Superiores ou seus Tribunais de Filiais são ouvidos e decididos por um painel de três juízes. No entanto, um dos juízes pode conduzir os procedimentos preparatórios.  O Tribunal possui sete varas cíveis, cada uma delas com um presidente e três juízes para lidar com recursos cíveis de segunda instância e casos de contra-recurso no sistema de colegiados, mas não tratam de litígios simples. O Tribunal tem onze tribunais criminais, cada um dos quais com um juiz presidente e dois ou três juízes para lidar com recursos criminais de segunda instância e casos de contra-recurso no sistema de colegiados, bem como litígios de primeira instância relativos a conflitos civis, agressão estrangeira ou violação das relações externas. Com base em várias necessidades, o Tribunal administra vários tribunais profissionais, como o Tribunal Profissional de Casos de Comércio Justo, Tribunal Profissional de Família, Tribunal Profissional de Comércio Internacional, Tribunal Profissional Marítimo, Tribunal Profissional de Compensação do Estado,

#### Supremo Tribunal
O Supremo Tribunal está localizado em Taipei. O Tribunal é o tribunal de última instância para casos civis e criminais. Exceto para casos civis envolvendo valores não superiores a 1.500.000 unidades da moeda local (Novo Dólar Taiwanês) e pequenos delitos enumerados no artigo 376 do Código de Processo Penal, qualquer caso civil ou criminal pode ser apelado ao Tribunal. Este Tribunal exerce jurisdição sobre os seguintes casos:  1. Recursos de sentenças de Tribunais Superiores ou seus ramos como tribunais de primeira instância em casos criminais; 2. Recursos de sentenças de Tribunais Superiores ou seus ramos como tribunais de segunda instância em casos civis e criminais; 3. Recursos de decisões de Tribunais Superiores ou suas filiais; 4. recursos de sentenças ou decisões proferidas pelo tribunal civil de segunda instância pelo processo sumário, os valores em controvérsia superiores a 1.500.000 unidades da moeda local (Novo Dólar Taiwanês), e com permissão concedida de acordo com as disposições especificadas; 5. Novos julgamentos civis e criminais da competência do tribunal de terceira instância; 6. recursos extraordinários; ou 7. qualquer outro caso conforme especificado por leis.

#### Tribunais Administrativos
O atual sistema de contencioso administrativo adota um procedimento de contencioso "Sistema de Duas Instâncias de Dois Níveis". Os tribunais administrativos são classificados em Supremo Tribunal Administrativo, que é o tribunal de primeira instância, e Supremo Tribunal Administrativo, que é o tribunal de apelação. A primeira instância do Supremo Tribunal Administrativo é um julgamento de factos. O Supremo Tribunal Administrativo é um tribunal de apelação.

#### Tribunais especializados
O Tribunal Juvenil de Taiwan Kaohsiung (臺灣高雄少年法院), estabelecido de acordo com a Lei que Rege a Disposição de Casos Juvenis, lida com casos juvenis que de outra forma seriam tratados pelo Tribunal Distrital de Taiwan Kaohsiung. Outros Tribunais Distritais não têm esta divisão. Assim como os recursos do Tribunal Distrital de Kaohsiung, os recursos do Tribunal Juvenil são ouvidos pelo Tribunal Superior de Taiwan, Seção de Kaohsiung.
O Tribunal de Propriedade Intelectual (智慧財產法院), localizado em Taipei, foi estabelecido em 1º de julho de 2008 e tem jurisdição sobre casos de propriedade intelectual. Ele ouve:
1. Processos cíveis envolvendo propriedade intelectual, tanto em julgamento quanto em apelação;
2. Recursos de processos criminais envolvendo propriedade intelectual dos Tribunais Distritais;
3. Processos administrativos envolvendo propriedade intelectual, em julgamento.[1]

### Juízes
O artigo 80 da Constituição afirma que os juízes estão acima do partidarismo e devem, de acordo com a lei, realizar julgamentos de forma independente, livre de qualquer interferência.  Além disso, o artigo 81.º estabelece que os juízes exercem funções vitalícias.  Nenhum juiz será destituído do cargo sem que tenha sido culpado de uma infração penal ou submetido a medida disciplinar, ou declarado em interdição. Nenhum juiz poderá, salvo nos termos da lei, ser suspenso ou transferido ou ter seu salário reduzido. Os juízes serão nomeados a partir de pessoas que tenham passado no Exame de Oficiais de Justiça, completado o Curso de Formação de Oficiais de Justiça e possuído histórico distinto após um período de prática.

### Conselho de Grandes Juízes ou Juízes do Tribunal Constitucional
Os Ministros do Tribunal Constitucional decidirão sobre as seguintes quatro categorias de casos: 1. Interpretação da Constituição; 2. Interpretação Uniforme dos Estatutos e Regulamentos; 3. Impeachment do Presidente e Vice-Presidente da República; e 4. Declarar a dissolução dos partidos políticos em violação da Constituição.

### Procuradores
De acordo com a Lei de Organização do Tribunal, as procuradorias integram o tribunal ao mesmo nível de julgamento: o Supremo Tribunal tem uma procuradoria com vários procuradores, dos quais um é nomeado Procurador-Geral; cada um dos outros Tribunais Superiores ou Tribunais Distritais tinha o seu próprio gabinete de procuradores com vários procuradores, dos quais um é nomeado procurador-chefe. De acordo com a Lei da Organização do Tribunal e o Estatuto da Administração do Pessoal Judicial, as qualificações dos procuradores são idênticas às dos juízes. Ambos possuem o status de funcionários judiciais. Os promotores serão nomeados dentre as pessoas que tenham sido aprovadas no Exame de Oficiais Judiciais.